# Торф шейхцерієвий
Торф шейхцерієвий (рос. торф шейхцериевый, англ. scheuchzeria peat, нім. Scheuchzeria-Torf m) — вид торфу, який містить серед рослинних залишків без урахування гумусу не менше 70 % трав'янистих рослин (переважно шейхцерії) і до 30 % залишків мохів.
Ступінь розкладу Т.ш. верхового типу 25-45 %, вологість до 94 %, зольність 2-4 %.
Ступінь розкладу Т.ш. низинного типу: 15-30 %, вологість 90-92 %, зольність 4-6 %. Торф шейхцерієвий розробляється частіше фрезерним способом.

## Інші види торфу
| - Фускум-торф - Фрезерний торф - Магелланікум-торф - торф вербовий - торф верховий - торф гіпновий | - торф деревний - торф деревно-моховий - торф деревно-трав'яний - торф мезотрофний - торф моховий - торф низинний - торф перехідний | - торф похований - торф сфагновий - торф трав'яний - торф тростинний - торф хвощевий - торф шейхцерієвий - торф ялинковий |